# كريس بوكر (كرة سلة)
كريس بوكر (بالإنجليزية: Chris Booker)‏ مواليد 24 أكتوبر 1981 في فورت وورث، هو لاعب كرة سلة أمريكي. بدأ مسيرته الاحترافية في سنة 2004. يبلغ طوله 6 قدم 10 بوصة (2.1 م).

## المسيرة الاحترافية
لعب مع فنربخشة لكرة السلة في الدوري التركي في موسم 2004–2005، ثم لعب مع نادي طوفاس الرياضي في موسم 2006–2007، ثم لعب مع نادي أوليمبيا لكرة السلة في موسم 2007–2008، ثم لعب مع نادي كركا لكرة السلة في موسم 2010–2011، ثم لعب مع نادي أوستند لكرة السلة في موسم 2011–2012، ثم لعب مع نادي بانيونيس لكرة السلة في موسم 2012–2013.

## روابط خارجية
- كريس بوكر على موقع الدوري الأوروبي لكرة السلة (الإنجليزية)
- كريس بوكر على موقع كرة السلة الأوروبية.كوم (الإنجليزية)
- كريس بوكر على موقع كلية كرة السلة في سبورتس رفرنس.كوم (الإنجليزية)
- كريس بوكر على موقع ريلجم (الإنجليزية)
- كريس بوكر على موقع سبورتس رفرنس (الإنجليزية)